# Prismognathus nigerrimus
Prismognathus nigerrimus is een keversoort uit de familie vliegende herten (Lucanidae). De wetenschappelijke naam van de soort is voor het eerst geldig gepubliceerd in 1994 door Sakaino, Yu & Chu.